# Wertpapierhandelsanzeige- und Insiderverzeichnisverordnung
Die Wertpapierhandelsanzeige- und Insiderverzeichnisverordnung (WpAIV), im Langtitel Verordnung zur Konkretisierung von Anzeige-, Mitteilungs- und Veröffentlichungspflichten sowie der Pflicht zur Führung von Insiderverzeichnissen nach dem Wertpapierhandelsgesetz, konkretisiert in Deutschland die Veröffentlichungspflichten von Emittenten beim Wertpapierhandel.